# NGC 3921
NGC 3921 is een spiraalvormig sterrenstelsel in het sterrenbeeld Grote Beer. Het hemelobject werd op 14 april 1789 ontdekt door de Duits-Britse astronoom William Herschel.

## In de kom van deGrote steelpan
Het stelsel NGC 3921 bevindt zich, vanaf de aarde gezien, in de rechthoek gevormd door de sterren Dubhe, Merak, Phad, en Megrez, die de kom van het gemakkelijk herkenbare asterisme Grote steelpan (Big dipper) vormen.

## Synoniemen
- UGC 6823
- IRAS 11484+5521
- MCG 9-20-9
- KUG 1148+553
- MK 430
- 1ZW 28
- ZWG 268.95
- ZWG 269.7
- VV 31
- Arp 224
- PGC 37063